# Andrea Kiesling
Andrea Kiesling (* 4. Februar 1964) ist eine österreichische Schauspielerin. Bekannt wurde sie durch die Fernsehserie Kaisermühlen Blues, wo sie die Tochter Claudia des SPÖ-Bezirksrats Rudolf „Rudi“ Gneisser spielte.

## Leben und Karriere
Andrea Kiesling wurde am 4. Februar 1964 geboren und absolvierte ihre Schulausbildung in Wien, wo sie auch die Matura machte. Später absolvierte sie privaten Schauspielunterricht bei Ida Krottendorf-Wussow und besuchte unter Professorin Elfriede Ott zwei Jahre lang die Schauspielklasse am Konservatorium Wien, die sie im Jahre 1986 abschloss. Von 1984 bis 1985 gehörte sie dem Theater der Jugend in Wien an und war danach von 1986 bis 1989 Ensemblemitglied des Theater in der Josefstadt. Nachdem sie von 1989 bis 1990 Gastspiele am Theater in der Josefstadt, am Volkstheater und anderen Institutionen absolvierte, trat sie vor allem ab dem Jahr 1990 vermehrt bei Festspielen, im Fernsehen und bei Lesungen in Erscheinung.
Bereits in den mittleren und späten 1980er Jahren trat sie in Fernsehproduktionen in Erscheinung und mimte dabei unter anderem im Jahre 1988 eine Arbeitslose in Einstweilen wird es Mittag und einen Charakter namens Karen in Zwei Münchner in Hamburg im Jahre 1989. Bereits 1986/87 trat sie in Guy Kublis Film Protokoll einer Leidenschaft in der Hauptrolle der Ida Orloff filmisch in Erscheinung und war ebenfalls in dieser Zeit in Rudolf Nussgrubers Ringstraßenpalais zu sehen. Unter Michael Kehlmann wirkte sie 1985 an der filmischen Adaption von Joseph Roths Roman Die Flucht ohne Ende neben erfahreneren Schauspielkollegen wie Helmuth Lohner, Dagmar Mettler und Peter Weck mit. Ebenfalls Mitte der 1980er hatte sie Auftritte in der Fernsehserie Familie Merian als Angelika und in Wiener Klatsch in der Rolle der Anni.
1991 trat sie in der Fernsehserie Sicher ist sicher erneut an der Seite von Peter Weck als Fräulein Suzlik auf; 1992 war sie daraufhin in der Rolle der Mizzi, einer durchgehenden Rolle, in allen 12 Episoden von Salzburger Nockerl zu sehen. Ihre Paraderolle, durch die sie vor allem österreichweite Bekanntheit erlangte, war die der Claudia Gneisser, später Claudia Schoitl, in der österreichischen Kultserie Kaisermühlen Blues. In dieser wurde sie von 1992 bis 2000 in rund 35 verschiedenen Episoden eingesetzt. Dabei mimte sie die Tochter des SPÖ-Bezirksrats Rudolf „Rudi“ Gneisser (gespielt von Götz Kauffmann). Durch ihre Rolle als Bürokraft bei HUMANA in Wien, die in weiterer Folge als Entwicklungshelferin nach Mosambik gesendet wird, trat Kiesling mitunter auch privat für HUMANA in Erscheinung. So besichtigte sie unter anderem 1998 mehrere von HUMANA Österreich unterstützte Entwicklungsprojekte in Mosambik und Simbabwe. Im Jahre 1999 wirkte sie am deutsch-österreichischen Fernsehfilm Der Feuerteufel – Flammen des Todes des gebürtigen Grazers und seit 1979 in Manhattan lebenden Regisseurs Curt Faudon mit.
An der Seite von Harry Prünster moderierte sie auch einmal eine Adventzeit-Ausgabe von Schöner Leben, an der unter anderem auch Ernst Grissemann mitwirkte. Bis März 2003 soll sie für den ORF gearbeitet und als Präsentatorin des Formats Schöner Leben gewirkt haben. Nachdem sie noch 2003 als Stefanie Raichel in SOKO Kitzbühel zu sehen war, wagte sie im Jahre 2005 einen Schritt in die Politik und wurde von der Partei Bündnis Zukunft Österreich (BZÖ) als Quereinsteigerin und Listenzweite für die Wahl des Wiener Gemeinderats aufgestellt. Den Kontakt hat laut dem Wiener Landesparteichef Günther Barnet der gemeinsame Freund Jörg Haider eingefädelt; bis dahin lag Kieslings politische Gesinnung bei den Liberalen.
Die Partei verfehlte jedoch den Einzug in den Gemeinderat, womit für Andrea Kiesling auch der Einstieg als Politikerin fehlschlug. In weiterer Folge war sie nur mehr seltener in Fernsehproduktionen zu sehen, hatte dabei unter anderem Auftritte in zwei Episoden der auslaufenden Fernsehserie Schlosshotel Orth und war 2012 in einer Folge der österreichischen Serie Oben ohne in der Rolle der Brigitte Zauner zu sehen. Daneben tritt sie nach wie vor hauptsächlich in Theaterproduktionen in Erscheinung; so unter anderem im Oktober 2012 in einer Operettenproduktion von Die Fledermaus in der El Paso Opera in El Paso, Texas.

## Filmografie (Auswahl)
- Wiener Klatsch
- Familie Merian
- Ringstraßenpalais
- 1985: Flucht ohne Ende
- 1986/87: Protokoll einer Leidenschaft
- 1988: Einstweilen wird es Mittag
- 1989: Zwei Münchner in Hamburg (1 Episode)
- 1991: Sicher ist sicher
- 1992: Salzburger Nockerl (alle 12 Episoden)
- 1992 bis 2000: Kaisermühlen Blues (rund 35 Episoden)
- 1997: Baby Rex – Der kleine Kommissar
- 1999: Der Feuerteufel – Flammen des Todes
- 2003: SOKO Kitzbühel (Folge: Abfahrt in den Tod)
- 2006: Schlosshotel Orth (2 Episoden)
- 2012: Oben ohne (1 Episode)